# کمیسیون فراوانی‌های ایزوتوپی و وزن‌های اتمی
کمیسیون فراوانی ایزوتوپی و وزن اتمی (به انگلیسی: Commission on Isotopic Abundances and Atomic Weights) یک کمیته علمی و متعلق به اتحادیهٔ بین‌المللی شیمی محض و کاربردی (آیوپاک) است که یکی از زیرمجموعه‌های بخش شیمی معدنی این اتحادیه است. وزن‌های اتمی استاندارد این کمیسیون که هر دو سال ارائه می‌شود، به‌عنوان ارقامی معتبر در جوامع علمی پذیرفته شده‌اند و در تمامی جدول‌های تناوبی ارائه شده در سراسر دنیا، از این ارقام استفاده می‌شود.